# Nimtofte
Nimtofte – miasto w Danii, w regionie Jutlandia Środkowa, w gminie Syddjurs.